# Wapno hydrauliczne
Wapno hydrauliczne (cement romański) – budowlane spoiwo mineralne o charakterze spoiwa hydraulicznego otrzymywane z margli lub wapieni marglistych zawierających od 6 do 20% domieszek gliniastych lub wapieni krzemiankowych przez wypalenie ich w temperaturze od 900 do 1100 °C, zgaszenie na sucho (czyli dodanie niewielkiej ilości wody) i zmielenie. Ma barwę szarą lub żółtawą.
Zaprawy z wapna hydraulicznego mają niską wytrzymałość mechaniczną, przez to nie należą do często używanych spoiw. Niemniej stosuje się je jako materiał budowlany do zapraw murarskich, do murów fundamentowych i tynków narażonych na zawilgocenie (ze względu na odporność na działanie wody), do betonów o niewielkiej wytrzymałości i do farb wapiennych. Od wapna różnią się istotną możliwością wiązania również pod wodą.